# 洛根 (爱荷华州)
洛根（Logan）是美国艾奥瓦州哈里森县布瓦耶河沿岸的城市和县城。2010年美国人口普查时人口为1534人。

## 历史
洛根在1867年规划，当时芝加哥和西北铁路延伸到这里。 它以联盟军将军约翰·洛根（John A. Logan）命名。